# Airparif
Airparif est un organisme français agréé par le ministère de l'Environnement pour la surveillance de la qualité de l'air en région Île-de-France. Airparif est une association agréée de surveillance de la qualité de l'air.

## Histoire
En décembre 1952, la catastrophe environnementale du Grand smog de Londres, dû au dioxyde de soufre et aux particules, provoque près de 4 500 morts. Cet épisode exceptionnel entraîne alors une prise de conscience de la pollution atmosphérique et de ses impacts. Dès lors, à travers toute l’Europe, la surveillance de la qualité de l’air est progressivement mise en place, dans un premier temps par rapport aux activités industrielles. À Paris, en 1954, le Laboratoire d’hygiène de la ville de Paris (LHVP) installe les premières stations permanentes de mesure de l’acidité forte de l’air et des fumées noires. Au début des années 1970, le Laboratoire central de la préfecture de police de Paris (LCPP) entame la surveillance de la qualité de l'air à proximité du trafic automobile. 
Le 23 avril 1979, à l’initiative du ministère chargé de l’Environnement et de la Direction interdépartementale de l’industrie d’Île-de-France, est créée en Île-de-France l’association agréée de surveillance de la qualité de l'air. C’est la naissance d’Airparif (Association Interdépartementale pour la gestion du Réseau automatique de surveillance de la Pollution Atmosphérique et d’alerte en Région d’Île-de-France). L’association est alors financée conjointement par le ministère de l’Environnement et du Cadre de vie, les principaux industriels de l’agglomération et la Région d’Île-de-France. L’objectif de cette nouvelle structure étant alors de rationaliser et de moderniser les divers outils de mesure existants, en centralisant notamment les stations de mesure exploitées jusqu’alors par le LHVP (Laboratoire d’hygiène de la ville de Paris), le LCPP (Laboratoire central de la préfecture de police) et EDF (Électricité de France). Nombre d’employés d’Airparif à l’époque : 2 !
Airparif est inaugurée en 1994. En 1996, à l'occasion de d'adoption de la Loi sur l'air, Corinne Lepage, ministre de l'environnement et Alain Juppé, premier ministre sont reçus chez Airparif par Michel Elbel, son président.

## Présentation
Conformément à la loi sur l'air de 1996, Airparif est une association loi de 1901 à but non lucratif. Cette association est agréée par le ministère de l'Écologie et du Développement durable et son conseil d'administration comprend des représentants de l'État, des collectivités territoriales de la région, des associations agréées de protection de l'environnement, des personnalités qualifiées dans le domaine de la pollution atmosphérique et des représentants des diverses activités qui contribuent à l'émission des substances polluantes. Cette pluralité, voulue par la loi, a pour objet de garantir l'indépendance de l'organisme et donc l'objectivité des mesures et des résultats. Le président de l'association est Philippe Quénel, professeur honoraire à l’Ecole des hautes études en santé publique et ancien président du conseil scientifique de Santé publique France. Airparif est membre d'Atmo France, la fédération regroupant la trentaine d'associations françaises agréées pour la surveillance de la qualité de l'air sur tout le territoire.

## Missions et moyens
Les principales missions d'Airparif, outre la surveillance continue de la qualité de l'air (dont la prévision des épisodes de pollution), sont l'évaluation de l'impact des mesures de réduction des émissions de polluant, et l'information des autorités, des citoyens et des médias,. 
Airparif fournit un bulletin quotidien sur la qualité de l'air mesurée et donne des bulletins de prévisions ou d'alerte pour les principaux polluants : dioxyde d'azote, ozone, dioxyde de soufre mais aussi les particules en suspension, particulièrement celles inférieures à 10 µm (PM10), le monoxyde de carbone et les composés organiques volatils.
Airparif dispose de trois outils utilisés de manière complémentaire : les stations de mesure, les campagnes de mesure sur des sites problématiques ou pour des polluants particuliers et les outils de modélisation qui permettent de faire des cartes et des prévisions mais aussi d'évaluer l'impact de mesure de réduction de la pollution.
En 2016, Airparif dispose de 71 stations de mesure dont 58 automatiques, soit environ 137 appareils de mesure, réparties dans toute l'Île-de-France. Ces stations sont de deux types :
- les stations de fond, représentatives d'un quartier ou d'un secteur géographique, placées loin des sources de pollution (dans les jardins publics par exemple), elles caractérisent la pollution générale à laquelle on est soumis en permanence, quelle que soit son activité ;
- les stations de trafic, placées au plus près de la circulation routière, elles sont représentatives de différents environnements routiers tels que carrefours congestionnés, boulevard périphérique de Paris, autoroutes urbaines, boulevards haussmanniens ou petites rues encaissées.

Des mesures faisant l'objet d'analyses en laboratoires complètent le dispositif de stations automatiques et au total ce sont une soixantaine de polluants qui sont suivis par Airparif. 
En 2016, Airparif emploie 65 personnes. Le siège est situé au 7 de la rue Crillon, dans le 4e arrondissement de Paris.

## Financement
En 2016, son budget est de 8,5 millions d'euros réparti comme suit entre :
- 24 % financés par L'État par l'intermédiaire du ministère de la Transition écologique et solidaire : 1 500 000 euros[12] ;
- 28 % par les collectivités territoriales d'Île-de-France : La région Île-de-France 1 410 000 euros[13], la Mairie de Paris 572 000 euros[14], les départements ;
- 27 % par les acteurs économiques dont les industriels au titre des taxes sur les activités polluantes ;
- 20 % par valorisation de l'expertise d'Airparif ;
- 1 % autres sources.

Le Conseil régional d'Ile-de-France décide de baisser de plus de 20 % les crédits alloués à l’association à partir de 2024.

## Indices de la qualité de l'air

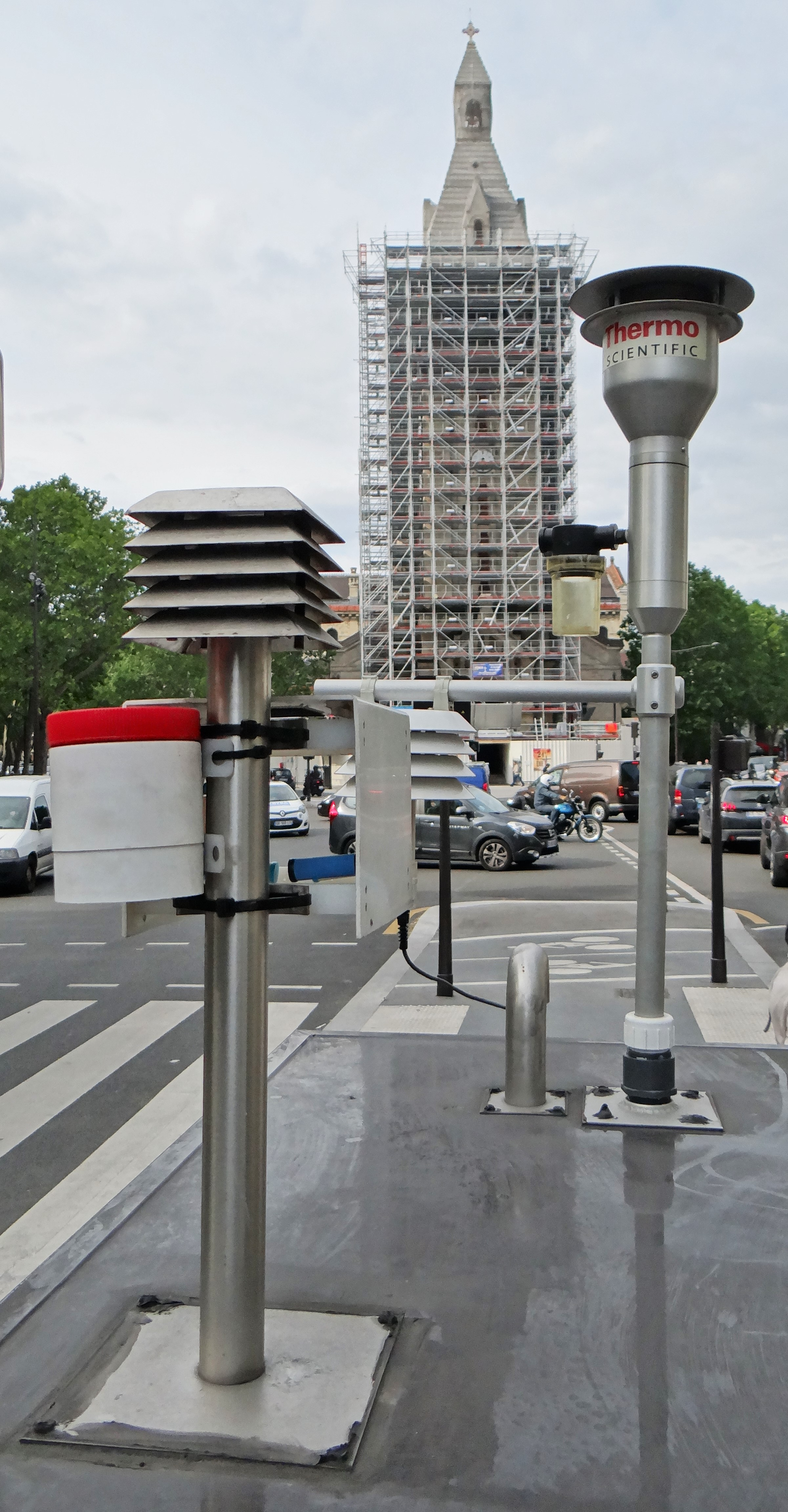
Station de mesure place Victor-et-Hélène-Basch à Paris.

Airparif publie quotidiennement des bulletins de la qualité de l'air en Ile-de-France. Deux indices sont publiés : l'indice français ATMO et l'indice européen Citeair, mesurant et comparant la pollution de l'air dans plusieurs villes d'Europe.
Une cartographie est élaborée pour chacun des polluants intervenant dans le calcul de l'indice. En chaque point de l'Île-de-France, c'est le sous-indice maximal au point considéré qui fournit l'indice final caractérisant la qualité de l'air globale à cet endroit.

## Liste des présidents
- 1979-1984 : Jacques Doligez
- 1985-1990 : Marcel Noutary
- 1991-2006 : Michel Elbel
- 2006-2012 : Jean-François Saglio[2]
- 2012-2022 : Jean-Félix Bernard
- Depuis 2022 : Philippe Quénel